# Carla Lamsberg
Carla Elizabeth Lamsberg (Totness, 3 december 1949 – 17 augustus 2017) was een Surinaams radio- en tv-presentatrice en liedschrijver, bekend als Tante Carla.

## Biografie
Op haar derde ging ze naar Paramaribo waar ze werd grootgebracht door een tante. Na de lagere school bezocht ze de Louise school. Ze volgde de opleiding tot lerares op de Surinaamse Kweekschool, de latere CPI. Lamsberg gaf daarna les op de Pool-, Christuskoning- en de Wulfingschool. Later werd ze directrice van de J.P.I. Berkenveldschool te Paramaribo.
Lamsberg verzorgde bekende programma's op de radio zoals Weetje weetje, een quizprogramma op zondag waarbij leerlingen van middelbare scholen het tegen elkaar opnamen, en het bekende Klokje van zeven, beide op radio Apintie.
Ze schreef voor het componistenfestival Suripop XIX het lied Parwa Busi Torie om het bos in Suriname te behouden. Het werd vertolkt door Rachidi Sanches en eindigde op de tweede plaats, met een arrangement van Ivan Ritfeld.
Op 17 augustus 2017 overleed Lamsberg op de leeftijd van 67 jaar. Ze liet een dochter en drie kleinkinderen achter.